# Adelophryne gutturosa
Az Adelophryne gutturosa a kétéltűek (Amphibia) osztályába, a békák (Anura) rendjébe és az Eleutherodactylidae családjába tartozó faj.

## Előfordulása
A guyanai-masszívumon él Venezuela keleti részétől Guyanán át Francia Guyanáig és a szomszédos Brazíliáig (Amapá állam); elterjedési területe átnyúlhat Suriname-ba is. Eredeti felfedezési helye a Roraima-hegy.

## Megjelenése
Az Adelophryne gutturosa kis méretű békafaj. A kifejlett hímek mérete 12,4–12,7 mm, a nőstényeké 12,6–16 mm. Orra tömpe. Feje kissé szélesebb mint a hossza. Hallószerve (tympanum) kicsi, de jól kivehető. Mellső lábának ujjain nincsenek korongok, hanem aszimmetrikusan elhelyezkedő csúcsokban végződnek, míg a hátsó lábak ujjai barázdáltak, rajtuk aszimmetrikus csúcsos korongok találhatók. Bőre sima. Háta világosbarna, oldala fekete. A kifejlett hímeknek nagy méretű torokzsákja van.